# Ширак (гавар)
Ширак (вірм. Շիրակ) — історико-географічний регіон на території історичної Вірменії, в області Айрарат, в північно-східній частині Вірменського нагір'я. Гавар провінції Айрарат Великої Вірменії. В даний час східна частина гавара входить до складу Вірменії (Ширакська область), західна — Туреччини (Карс). Політичний і культурний центр середньовічного Вірменського царства (885—1045). У Ширакі руїни стародавньої вірменської столиці Ані (нині в Туреччина).

## Історична географія
Гавар Ширак розташовувався на середній частині басейну річки Ахурян. На заході межувався з гаваром Вананд, на півдні — з Аршаруніком, на сході — з Арагацотном, на півночі — з гаваром Ашоцк і Ташир провінції Гугарк.

## Історія

### Галерея

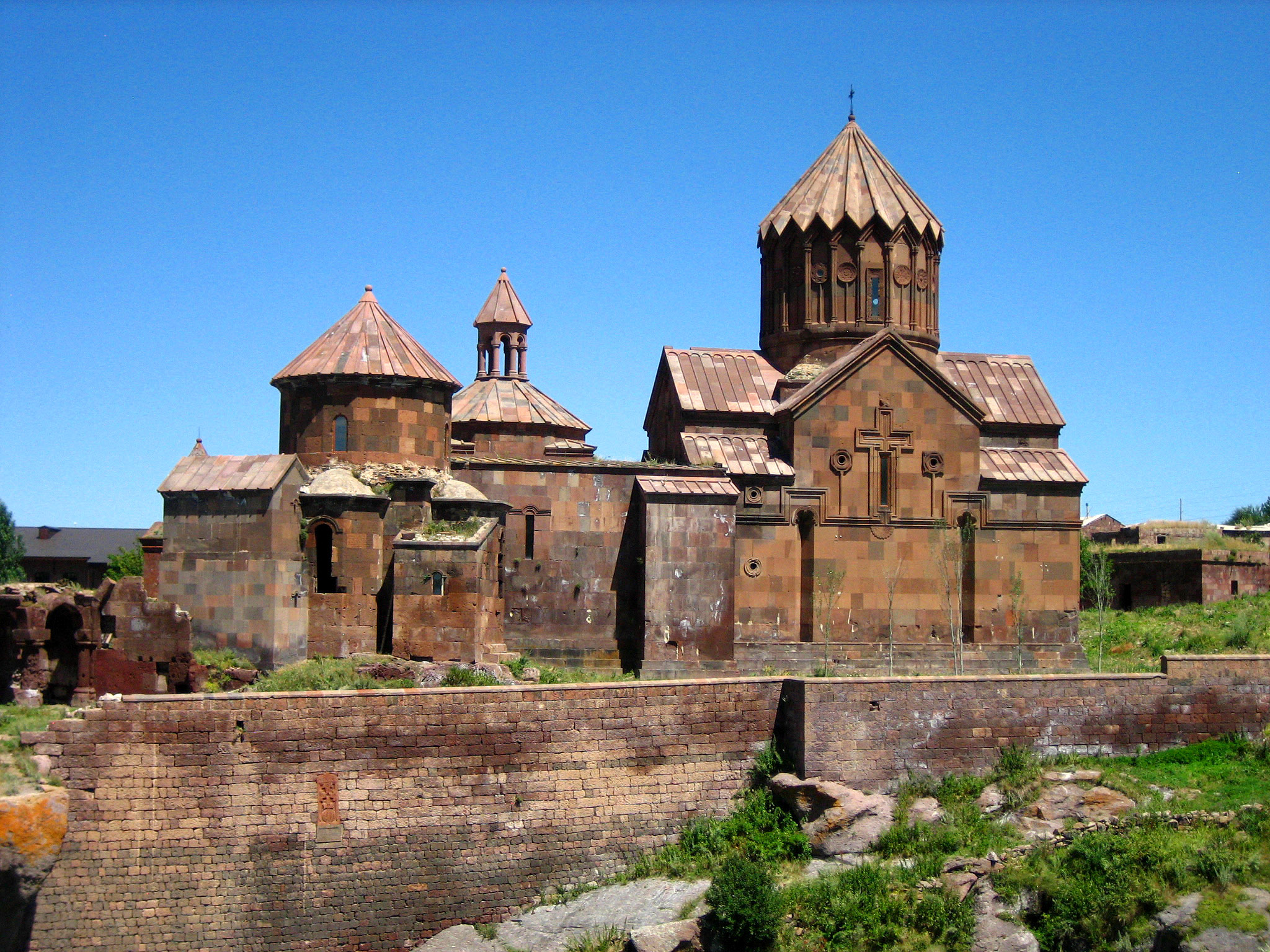
Монастир Арічаванк, 1201 рік

Згідно античним вірменським переказом, згадуваного Мовсесом Хоренаці, гавар отримав свою назву від імені Шара — одного з нащадків Хайка — легендарного прабатька вірменського народу.
У II—I століттях до н. е. гавар Ширак входив до складу Великої Вірменії династії Арташесідів, в I—V століттях н. е. — династії Аршакудів. На початку IV століття Тиридат Великий передає область родинному вірменським Аршакідам роду Камсаракан. З цього періоду гавар переживає культурний і економічний підйом. У V-середині VII століть Ширак входить до складу Марзпанської Вірменії. У 783 році, під натиском арабських завойовників, Камсаракани передають області Ширак і Аршарунік Багратідам. З кінця VIII століття Ширак і Аршарунік стають їхніми центральними володіннями.
Особливе політичне, культурне та економічне значення Ширак набуває в IX—XI століттях — в епоху існування Вірменського царства. Ширак був ядром держави, а саме воно називалося також Анійським або Ширакським. У 961 році Ані — місто, розташоване в центрі Ширака, — стає столицею Вірменії. Важливе культурне та економічне значення набувають Агарак, Аргініл, Багаран, Дпреванк, Єреруйк, Аріч, Хцконк, Мармашен, Мрен, Шіракаван, Текор і т. д. Після падіння Вірменського царства Ширак переживає культурний і економічний занепад. У 1072 році територія входила в межі Анійського емірату Шеддадіди. Наступний підйом пов'язаний зі звільненням області Закарянами 1199 року, коли в Шираці правила вірменська династія Вачутян. Історична область в 1236 році Ані була захоплена монголами, які володіють нею до XIV століття.
У XV—XVII ст. Ширак багаторазово піддавався руйнівним походам туркоманських кочових племен, Сефевідів і османів.

### Новий і Новітній час
В середині XVI століття Шурагель був розділений (по річці Ахурян) між Сефевідамі і Османською імперією. В адміністративному відношенні східний Шурагель входив до складу вілаета (пізніше — беглярбегства) Чухур-Саад, з сер. XVIII ст. — до складу Ериванського ханства; західний — до складу карського пашалика Османської імперії.

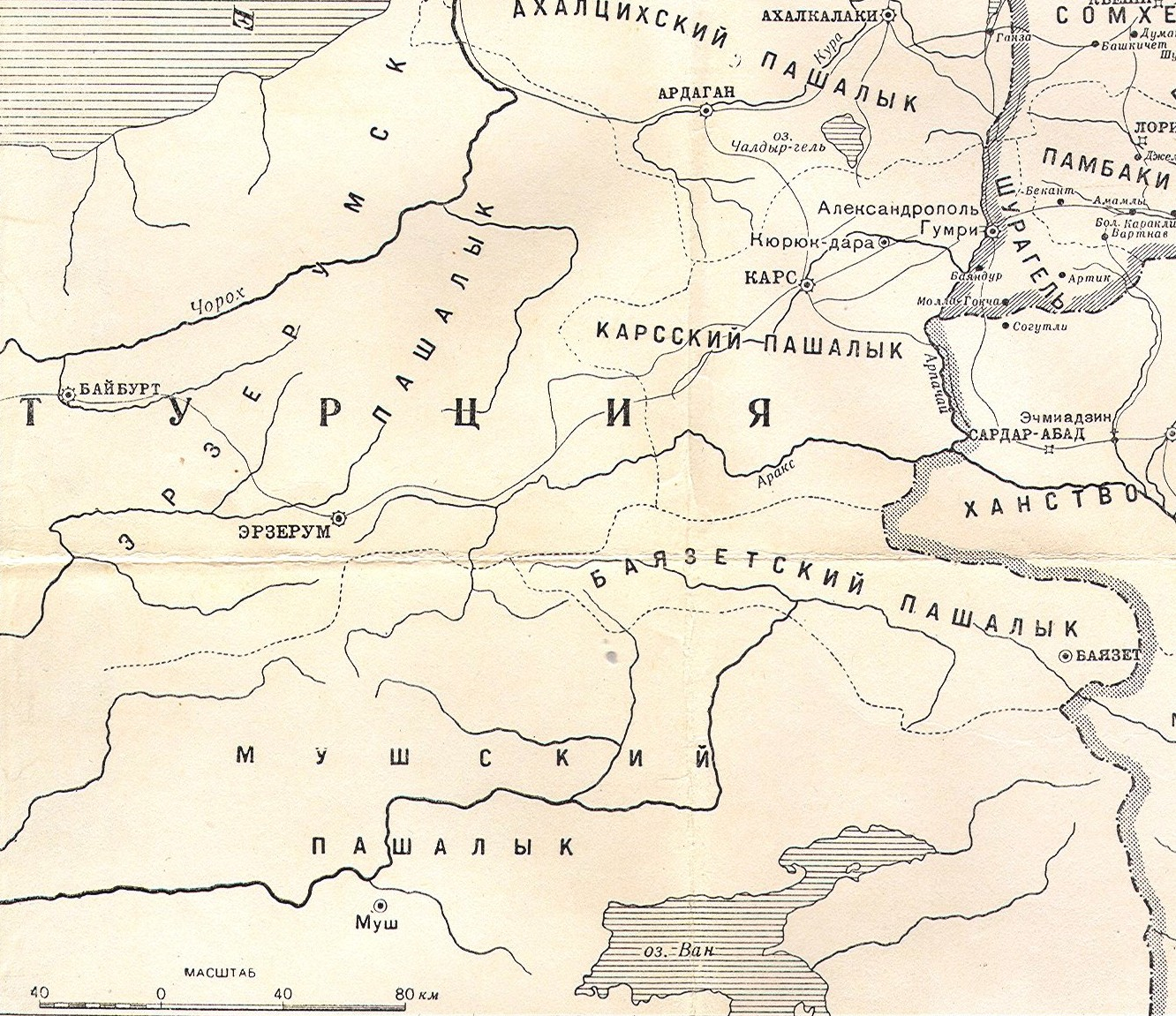
Ширак (Шурагель) на карті 1902

У 1805 році східний Шурагель (Шурагельський султанат), яким на той період правив Будах-султан, був зайнятий російськими військами і за Гюлистанським мирним договором 1813 року відійшов до Російської імперії. Після приєднання Ширака до Російської імперії тут була утворена Памбак-Шорагяльська дистанція.
В ході російсько-перської війни 1826–1828 рр. вірменське населення області надавало активну допомогу російським військам.
У 1828 році в ході російсько-турецької війни російські війська захопили західну частину історичної області Ширак — правобережжя Ахуряни, проте вже восени 1829 року за умовами Адріанопольського догору залишили її. У 1829- 1830 рр. тисячі вірмен переселилися з правобережжя Ахуряни, з Карса і Ерзурума на російську територію.
У 1837 році на місці стародавнього селища Кумайрі й укріплення Гумри було засновано місто Олександропіль, названий так на честь імператриці Олександри Федорівни. У 1849 році в складі Еріванської губернії був утворений Олександропольський повіт. Восени 1853 року вірмено-російські сили під командуванням генерала В. Й. Бебутова знову зайняли правобережжя Ахуряни, проте після невдалого результату Кримської війни покинули його в 1856 році. Остаточно ця територія була зайнята російськими військами в 1877–1878 рр. під час чергової російсько-турецької війни.
За короткий час Олександрополь стає значним містом Східної Вірменії, залізничним вузлом (з 1899 року), економічним і культурним центром (в 1914 році більше 50 тис. жителів). У 1920 році Ширак був окупований Туреччиною. Згідно Карської угоди, кордон між Радянською Вірменією і Туреччиною пройшов по річці Ахурян.
В даний час східна частина регіону входить до складу Вірменії (Ширакська область), західна — Туреччині (Карс).

## Історичні пам'ятники
Ананія Ширакаці (VII століття) — середньовічний вірменський географ, картограф, історик і астроном
- Єреруйкська базиліка — IV століття
- Лмбатаванк — VI століття
- Мастара — VII століття
- Церква св. Аствацацін (Богородиці й Пріснодіви) в Пемзашені — VII століття
- Церква св. Геворга в Гарнаовіті — VII ст.
- Монастир Мармашен — X століття
- Монастир Арічаванк — XIII століття

(На території сучасної Туреччини)
- Мренський собор — VII століття[16]
- Церква Сурб Аменапркіч — IX століття[17]
- Церква Абугамренц — X століття[18]
- Анійський собор — XI століття
- Церква Сурб Пркіч (Спасителя) — XI століття
- Монастир Хцконк — IX—XIII ст.

### Галерея

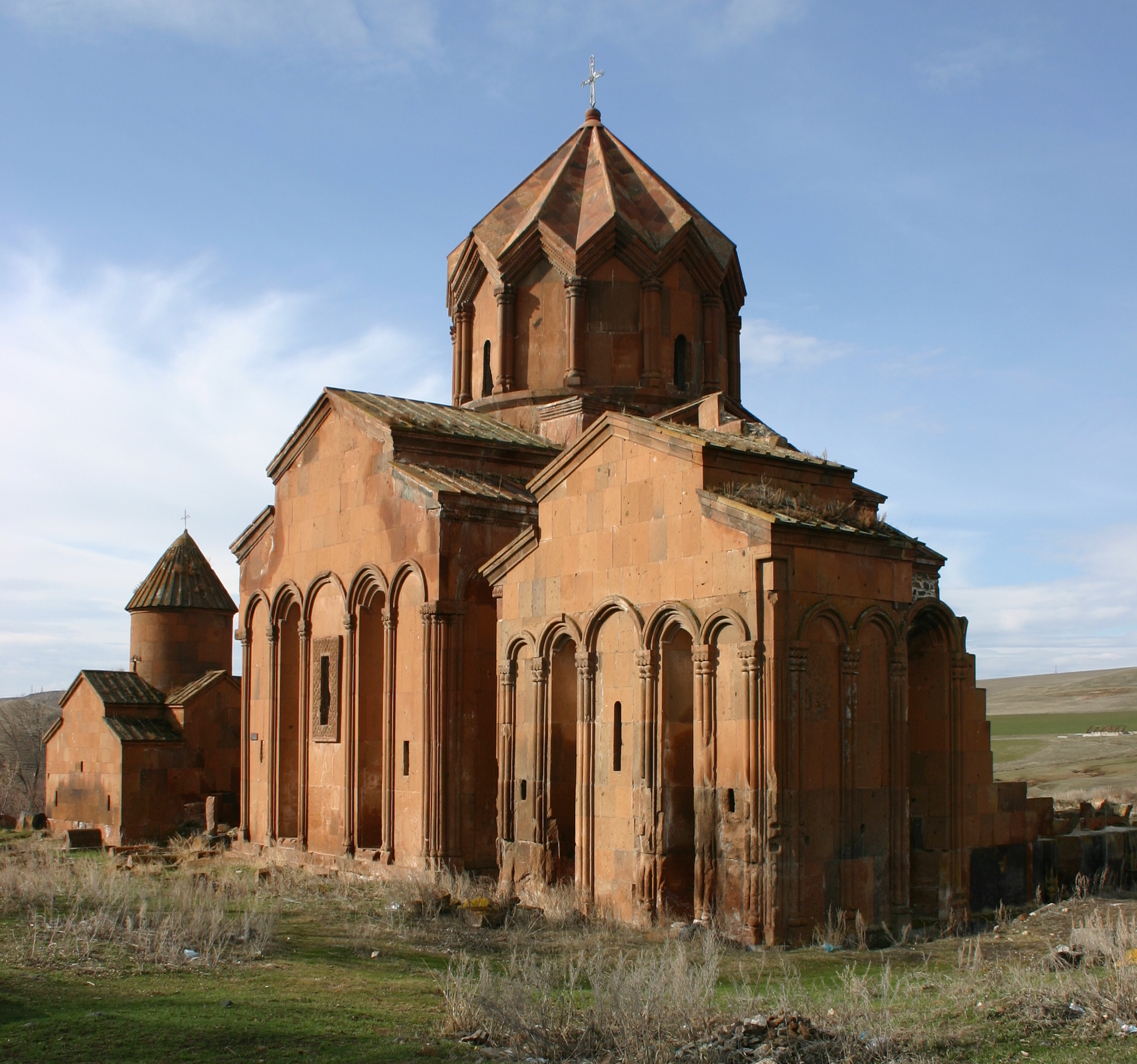
Монастир Мармашен, 988 - 1029 роки
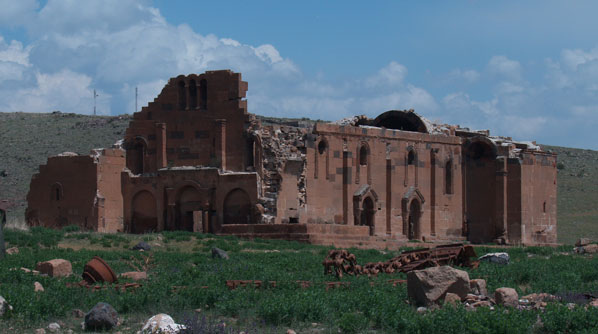
Єреруйкська базиліка, IV століття
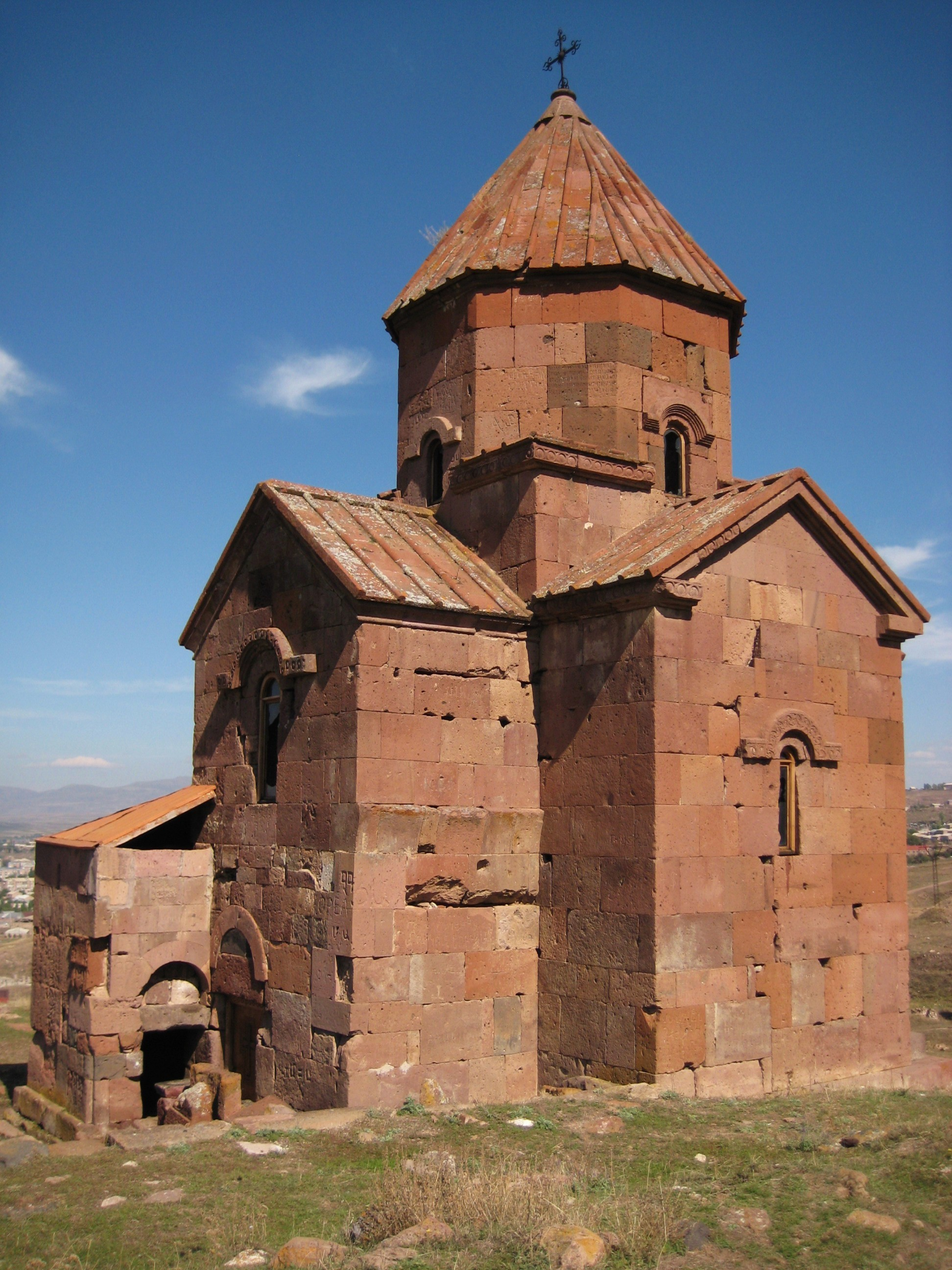
Лмбатаванк, VI століття
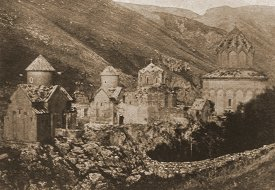
Монастир Хцконк, IX-XIII ст.
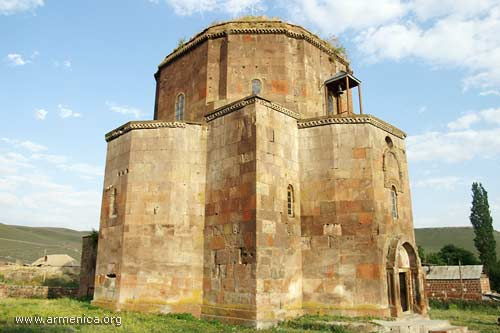
Мастара, VII століття
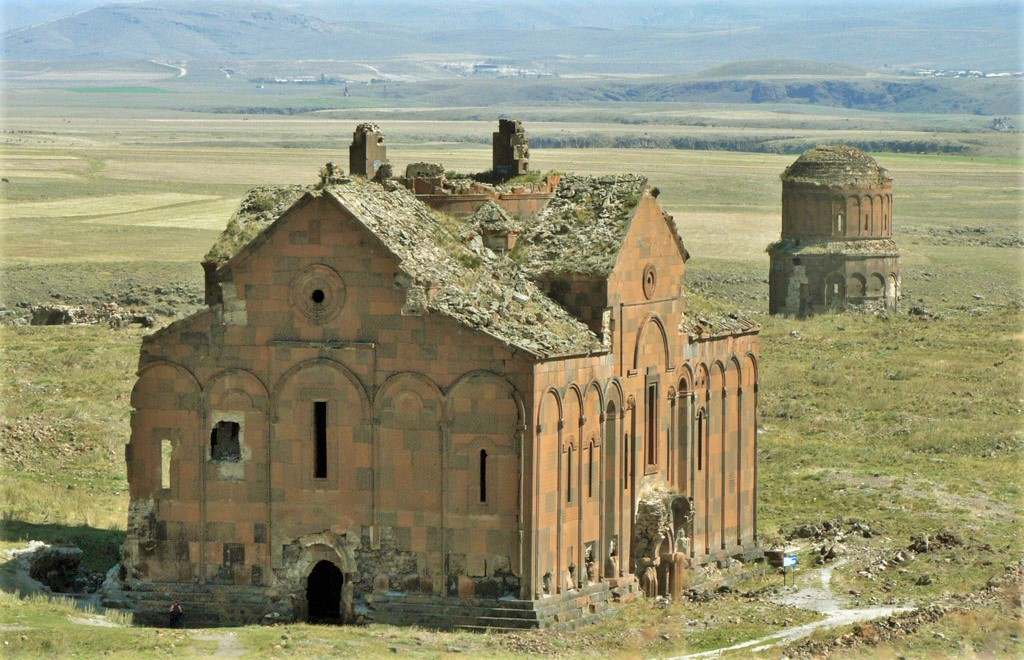
Анійський собор, 989 - 1001 роки
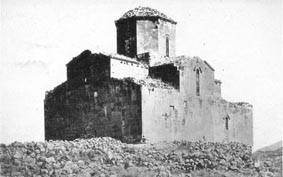
Мренський собор, VII століття

## Відомі уродженці

### Середньовіччя
Ананія Ширакаці (VII століття) — середньовічний вірменський географ, картограф, історик і астроном.